# Chemenot
Chemenot é uma comuna francesa na região administrativa de Borgonha-Franco-Condado, no departamento de Jura. Estende-se por uma área de 4,74 km². Em 2010 a comuna tinha 38 habitantes (densidade: 8 hab./km²).